# NGC 1002
NGC 1002 је спирална галаксија у сазвежђу Троугао која се налази на NGC листи објеката дубоког неба.
Деклинација објекта је + 34° 37' 19" а ректасцензија 2h 38m 55,7s. Привидна величина (магнитуда) објекта NGC 1002 износи 13,2 а фотографска магнитуда 14,0. NGC 1002 је још познат и под ознакама NGC 983, UGC 2133, MCG 6-6-70, CGCG 523-79, IRAS 02358+3424, PGC 10034.